# Królestwo Araukanii i Patagonii
Królestwo Araukanii i Patagonii – państwo historyczne obejmujące region Araukanii i Patagonii. 
Tereny na południe od rzeki Biobío - zgodnie z traktatem z Quillin, zawartym 6 stycznia 1641 r. między Hiszpanią a zamieszkującym je ludem Mapuczów - nie podlegały kolonialnej władzy Hiszpanii. W połowie XIX w. Chile i Argentyna zaczęły kolonizować te tereny, które uważały za ziemię niczyją. 17 listopada 1860 r. francuski prawnik Orelie-Antoine de Tounens, mieszkający w Araukanii, został obwołany królem przez zgromadzenie wodzów (Futa Kallog) plemion z ludu Mapuczów, którzy chcieli przekształcić związek plemion w nowoczesne państwo i w ten sposób uchronić się przed ekspansją Chile i Argentyny. De Tounens jako król Aureliusz Antoni I nadał swemu państwu konstytucję wzorowaną na ówczesnej konstytucji Francji. Powołał rząd i rozpoczął emisję waluty: peso araukańsko-patagońskiego. Królestwo Araukanii i Patagonii nie zostało jednak uznane przez ówczesną społeczność międzynarodową. Po kilkunastu miesiącach panowania, 5 stycznia 1862 roku król został pojmany przez wojsko chilijskie, następnie uwięziony, uznany przez sąd chilijski za niepoczytalnego i deportowany do Francji. Trzykrotnie (w latach 1869-1871, w 1874 i w 1876 roku) organizował wyprawy po utracony tron, lecz nie osiągnął swego celu. 
W latach 70. Chile i Argentyna rozpoczęły podbój królestwa, zakończony podziałem jego terytorium w r. 1881. 
Następcy Orelie-Antoine de Tounens, żyjący we Francji, wyznaczeni lub wybrani zgodnie z procedurą określoną w konstytucji Araukanii i Patagonii, pretendują do władzy nad dawnym terytorium królestwa.